# Ветрянка (Южный Парк)
Ветря́нка (англ. Chickenpox) — 10 эпизод 2 сезона (№ 23) сериала «Южный парк», премьера которого состоялась 26 августа 1998 года.

## Сюжет
В Саут-Парке эпидемия ветрянки. Шелли и Кенни заражаются, причём Шелли в тяжёлом состоянии доставляют в больницу. Доктор рассказывает маме Стэна, что в раннем возрасте дети гораздо легче переносят ветрянку, тогда как для взрослых людей эта болезнь может быть очень опасной. При обсуждении эпидемии с другими родителями они все вместе решают заразить ребят ветрянкой, чтобы те переболели ею в как можно более юном возрасте. Стэна, Кайла и Эрика отправляют в гости к больному Кенни. Ребята выясняют, что ветрянка — это разновидность герпеса. После ночёвки у Кенни Картман и Стэн заражаются, причём, если Картман находит облегчение в ванне с успокаивающим зуд каламиновым лосьоном, то Стэн так же плохо переносит ветрянку, как и его сестра, поэтому его помещают в ту же больницу, да ещё и на соседнюю с ней койку, что становится причиной дополнительных страданий.
Миссис Брофловски с Кайлом гостят в семье Маккормик, где Кайл играет с Кенни в странную игру «гадский рот», а их матери обсуждают своих мужей, выясняя, что в молодости те были лучшими друзьями. Шейла решает возобновить их дружбу. Стюарт, отец Кенни, завидует богатству семьи Брофловски, а его бывший друг Джеральд Брофловски тем временем рассказывает сыну, что некоторые люди должны быть беднее других, что это часть капиталистической иерархии, называемой им «боги и убогие» (англ. gods and clods). Этот разговор подталкивает Кайла на описание в заданном на дом сочинении концепции уничтожения всех «убогих» в мире, чтобы остались одни «боги».
Джеральд и Стюарт вместе едут рыбачить «как в старые добрые времена». Во время рыбалки они вспоминают свою молодость, и, слово за слово, начинают перепалку, перерастающую в драку. Недоумённый и сердитый Джеральд возвращается домой, где впадает в ярость, узнав, что встреча на самом деле была организована Шейлой.
Кайл случайно подслушивает телефонный разговор своей матери и узнаёт о заговоре родителей с целью заразить детей «герпесом». Стэн сбегает из больницы, встречается с Кайлом, вместе они выковыривают из ванной с лосьоном Картмана, и, при невольной помощи Шефа, придумывают план мести. Родители, узнав о побеге Стэна, бросаются на поиски, ведь без своевременного приёма лекарства Стэн может умереть. Тем временем дети платят Старой Фриде, местной путане, болеющей герпесом, за то, что она пользуется зубными щётками, помадой и другими вещами родителей ребят. Внезапно у Кайла также проявляются признаки ветрянки, причём почти сразу после этого он теряет сознание. Его вместе с остальными детьми доставляют в больницу. Шейла, видя состояние сына, понимает, какую глупость они совершили, а Джеральд, найдя сочинение Кайла, раскаивается в своих словах про «богов и убогих».
Родители, заразившиеся герпесом, приходят в палату навестить детей. После упрёков и разоблачений родители понимают, что герпес — справедливое наказание за то, что они заразили своих детей.

## Смерть Кенни
В конце серии все смеются. Вдруг у Кенни останавливается сердце. Стэн и Кайл говорят коронную фразу, и все присутствующие, включая родителей Кенни, продолжают смеяться.